# Pelargoderus alcanor
Pelargoderus alcanor là một loài bọ cánh cứng trong họ Cerambycidae.